# آنژیوپویتین
آنژیوپویتین (انگلیسی: Angiopoietin) یکی از عوامل رشد در بدن انسان است که به خصوص در فرایند رگ‌زایی مؤثر است. ژن این پروتئین روی کروموزوم ۸ قراردارد. چهار نوع آنژیوپویتین مانند ANGPT1، ANGPT2 و ANGPT4 امروزه کشف شده‌اند.